# Rahikkalanlampi
Rahikkalanlampi är en sjö i kommunen Savitaipale i landskapet Södra Karelen i Finland. Arean är 17 hektar och strandlinjen är 2,83 kilometer lång.  Den  ingår i Vuoksens huvudavrinningsområde.  Sjön ligger omkring 34 kilometer nordväst om Villmanstrand och omkring 200 kilometer nordöst om Helsingfors. Sjön är belägen på ett näs i Saimen.